# Stenoleon grandithecus
Stenoleon grandithecus is een insect uit de familie van de mierenleeuwen (Myrmeleontidae), die tot de orde netvleugeligen (Neuroptera) behoort. 
Stenoleon grandithecus is voor het eerst wetenschappelijk beschreven door New in 1985.